# ملتهمة الحمض الحمئية
ملتهمة الحمض الحمئية (الاسم العلمي: Acidovorax caeni) هي نوع من البكتيريا، سلبية الغرام، تتبع جنس ملتهمة الحمض.